# Pannonisch-Pippau
Der Pannonisch-Pippau (Crepis pannonica), auch Pannonien-Pippau oder Ungarischer Pippau genannt, ist eine Pflanzenart aus der Gattung Pippau (Crepis) in Familie der Korbblütler (Asteraceae). Er besitzt ein weites Verbreitungsgebiet im östlichen Mittel-, Ost- und Südosteuropa sowie in der Türkei.

## Beschreibung

### Vegetative Merkmale
Der Pannonisch-Pippau ist eine ausdauernde krautige Pflanze und erreicht Wuchshöhen von 50 bis 120, in manchen Fällen von nur 30 Zentimetern. Die Pflanze besitzt ein kurzes Rhizom, das nach unten von einer Pfahlwurzel abgeschlossen wird. Dem Rhizom entspringen ein bis mehrere unverzweigte, aufrechte Stängel, die tief und unregelmäßig gefurcht und unten dicht kurz-rau behaart sind. Die Pflanze besitzt einen weißlichen Milchsaft.
Die Laubblätter sind auffallend derb sowie sehr kurz-steif behaart (Trichome). Die unteren Laubblätter sind kurz gestielt und ihre Blattspreiten sind breit lanzettlich. Die mittleren und oberen Laubblätter sind sitzend und ihre Blattspreiten sind breit elliptisch bis verkehrt-eiförmig, am Rand etwas gezähnt und weisen einen pfeilförmigen oder abgerundeten Spreitengrund auf.

### Generative Merkmale
In einem Gesamtblütenstand stehen auf spinnwebig behaarten, bogig-aufrecht abstehenden Korbstielen 10 bis 30 Blütenkörbe, die vor dem Aufblühen aufrecht sind. Der Korbhals ist kaum verdickt und der Korbboden ist behaart. Die Korbhülle ist dicht spinnwebig-filzig behaart (diese Behaarung kann bei älteren Exemplaren fehlen bzw. vom Regen abgewaschen werden) und 12 bis 14 Millimeter lang, wobei die inneren Hüllblätter ungefähr dreimal so lang sind wie die äußeren und letztere ersteren eng anliegen. Die Blütenkörbe weisen einen Durchmesser von 4 bis 5 Zentimeter auf und enthalten ausschließlich gelbe Zungenblüten.
Die schwarz-braune, ungeschnäbelte Achäne ist 5 bis 6 Millimeter lang und weist 15 bis 20 Rippen auf. Die weißen Pappushaare sind unverzweigt.

### Chromosomenzahl
Die Chromosomenzahl beträgt 2n = 8.

### Phänologie
Die Blühzeit dieses Hemikryptophyten reicht in Mitteleuropa von Ende Juli bis August, manchmal bis September.

## Vorkommen und Gefährdung

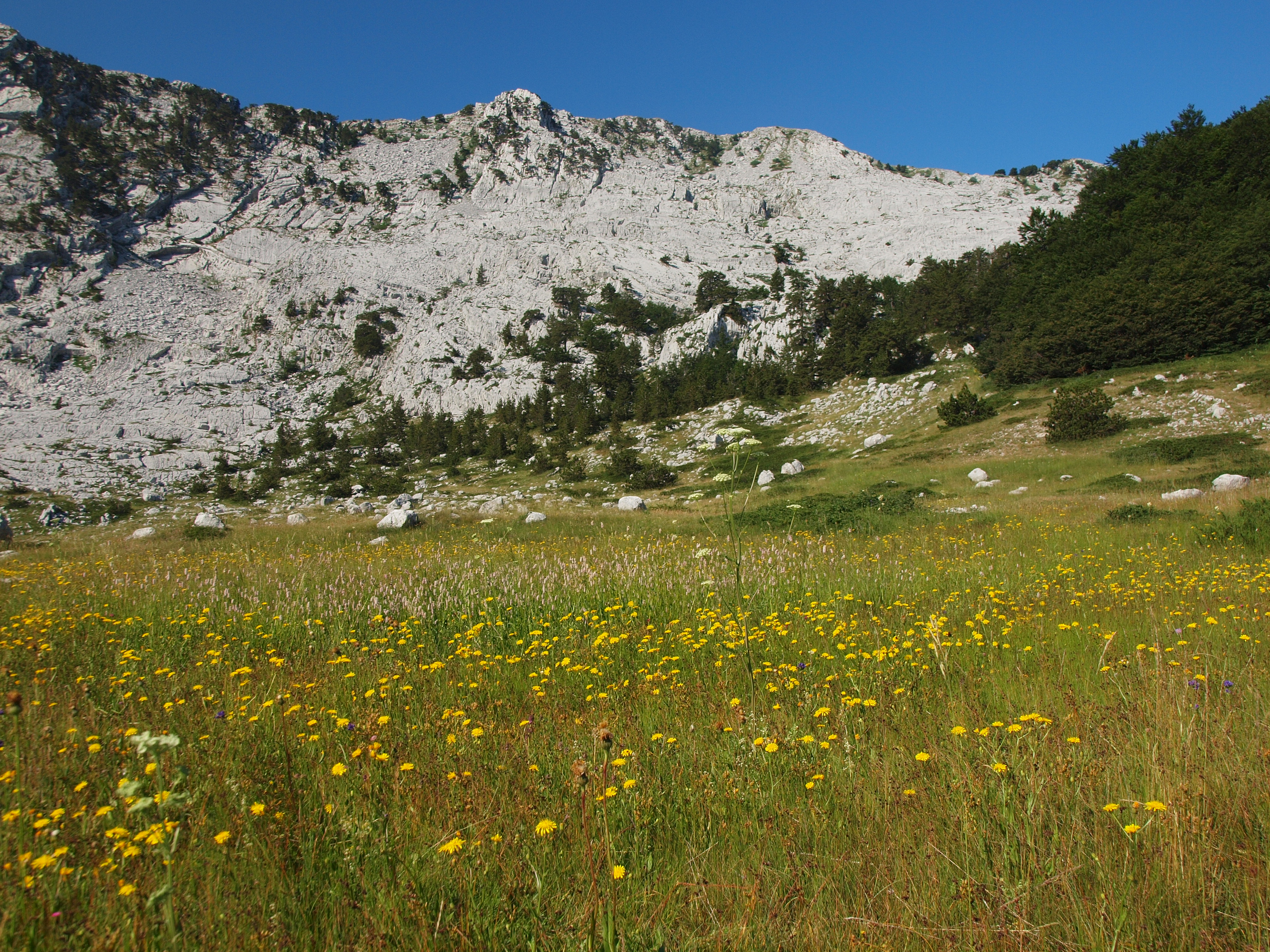
Die Art ist ein submediterranes Steppenelement. Habitat in der Doline Borovi do im Orjen

Das Hauptverbreitungsgebiet dieses sarmatisch-kaukasisch-pontisch-pannonischen Florenelementes liegt in der Ukraine, in Südostrussland, im Kaukasus und der östlichen Türkei. Der Pannonisch-Pippau tritt in Mitteleuropa in Österreich, Mähren und der Süd-Slowakei (bei Štúrovo) und Ungarn (bei Esztergom, Győr und Budapest) sehr selten auf.
Im deutschsprachigen Raum ist er nur in Österreich heimisch. In Österreich tritt der Pannonisch-Pippau ausschließlich im pannonischen Gebiet in Niederösterreich auf gestörten Halbtrockenrasen, an Weingartenrändern und an Gebüschsäumen in der collinen Höhenstufe auf. Vorkommen sind vom Bisamberg bei Wien und vom Kronawettberg bei Hagenbrunn bekannt. Crepis pannonica gilt in Österreich als vom Aussterben bedroht.

## Systematik und Entdeckungsgeschichte

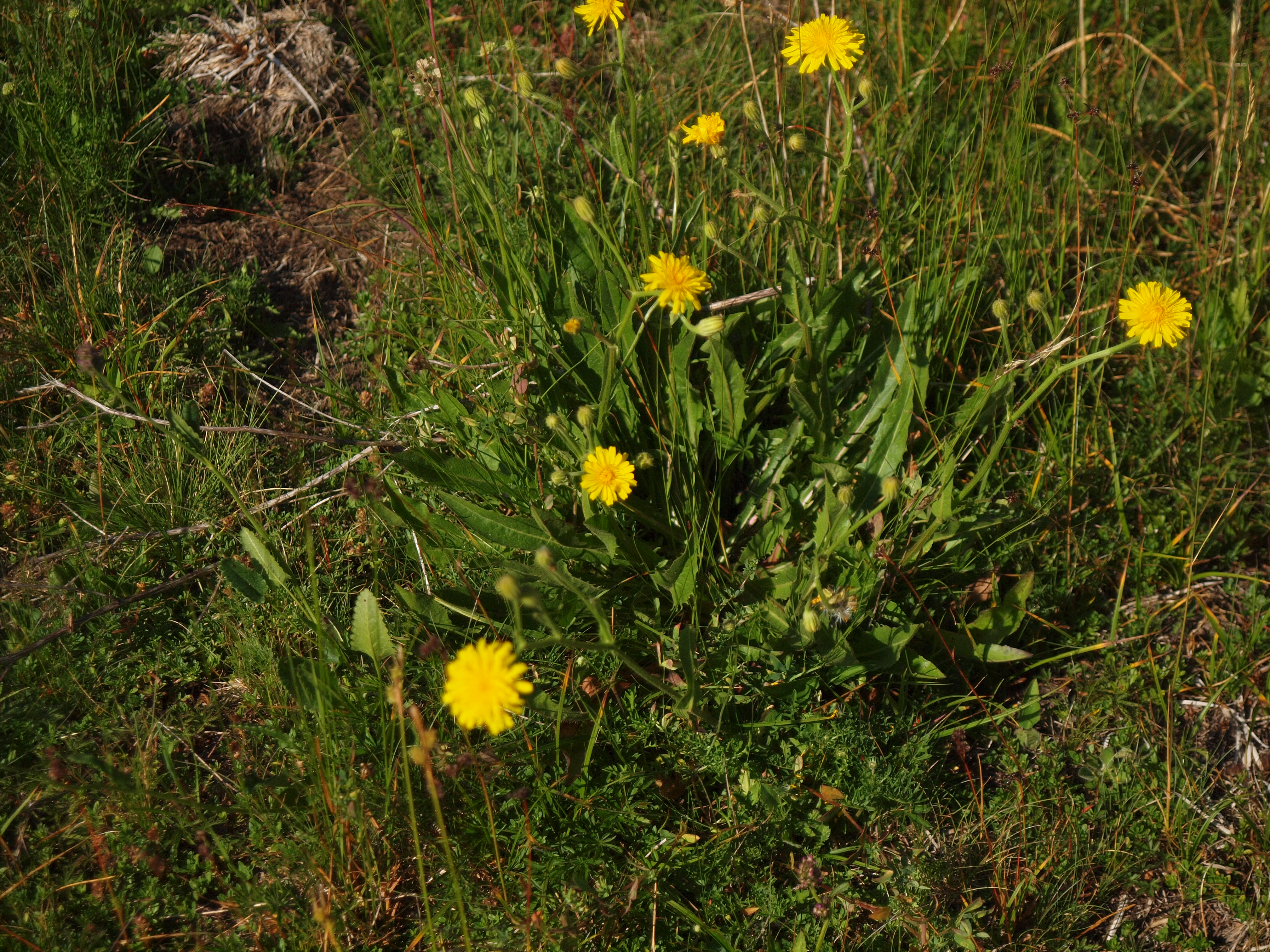
Die Unterart blavii wird im Dinarischen Karst beobachtet

Die Erstveröffentlichung erfolgte 1797 durch Nikolaus Joseph von Jacquin anhand von Pflanzen aus Ungarn unter dem Basionym Hieracium pannonicum Jacq. Karl Heinrich Koch stellte ihn 1851 als Crepis pannonica (Jacq.) K.Koch in die Gattung Crepis. Ein weiteres Synonym ist Crepis rigida Waldst. & Kit. („Steifer Pippau“), das zustande kam, weil die Art ein zweites Mal vom ungarisch-burgenländischen Botaniker Paul Kitaibel entdeckt wurde und 1800 unter diesem Namen beschrieben wurde. 
Crepis pannonica subsp. blavii (Asch.) M.A. Fisch. & D.Dimitrova unterscheidet sich von Crepis pannonica subsp. pannonica durch eine dichte klebrig-drüsige Behaarung und tritt in der Herzegowina und im Karst Slowenisch-Istriens sowie in Kroatien und Montenegro auf.
Erstaufsammlungen am Bisamberg bei Wien erfolgten 1922 durch den schwedischen Botaniker T. Vestergren und am Kronawettberg 1933 durch Otto Wittmer.

## Bilder

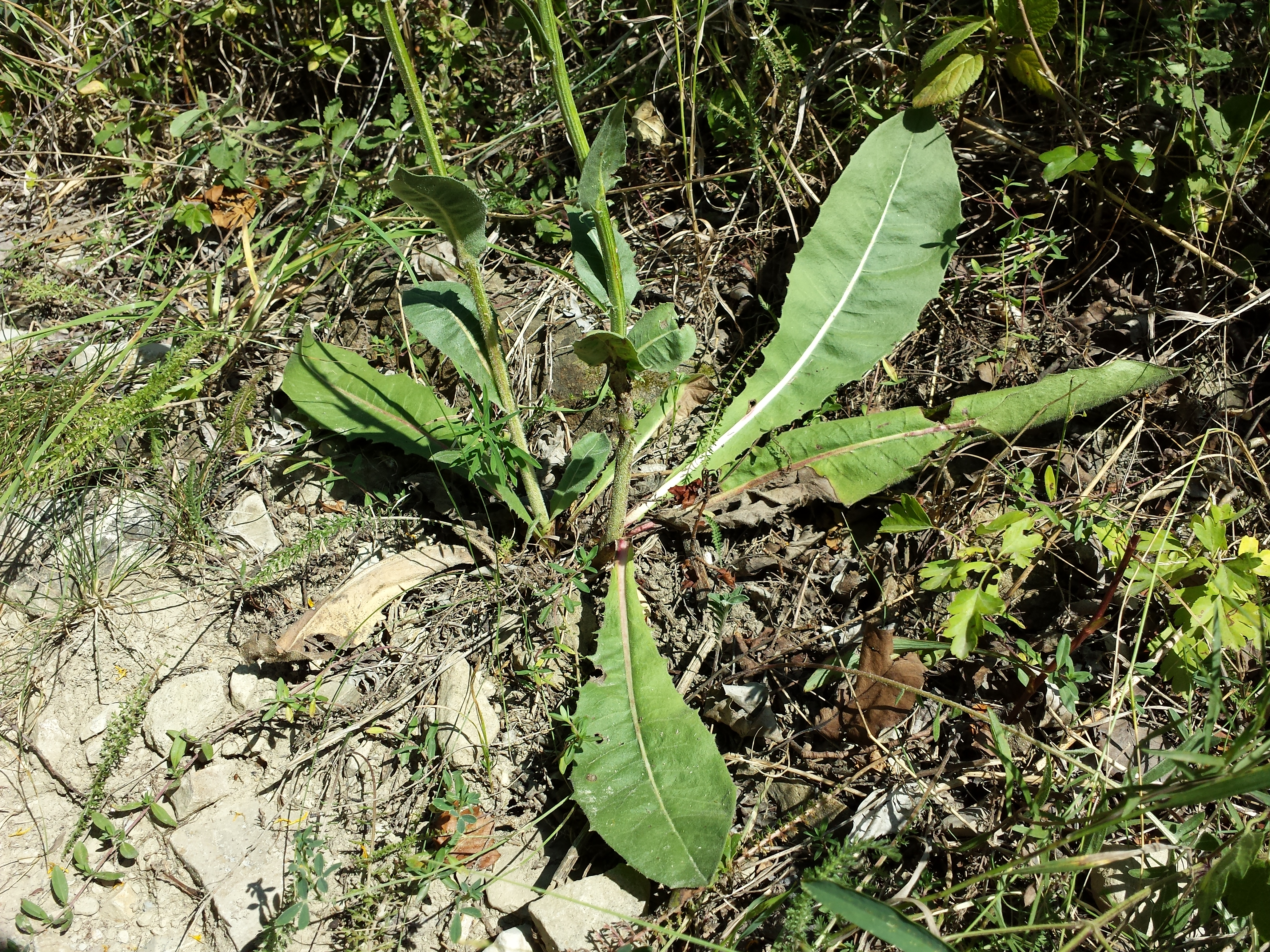
Die Blätter der Grundrosette sind derb und etwas steif, der Stängel ist unten dicht und kurz behaart.
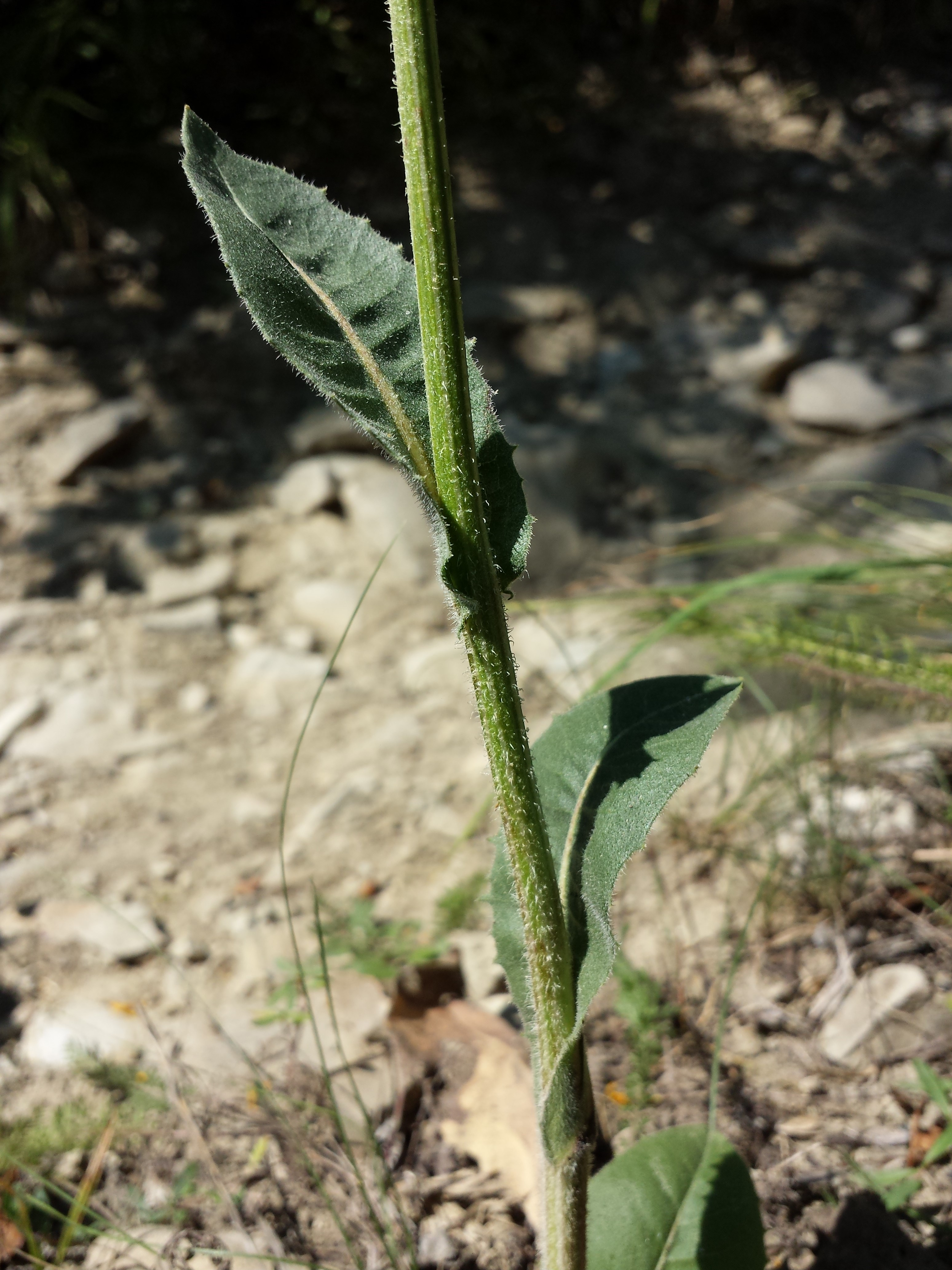
Die mittleren und oberen Laubblätter sitzen mit einem pfeilförmigen Grund am Stängel.
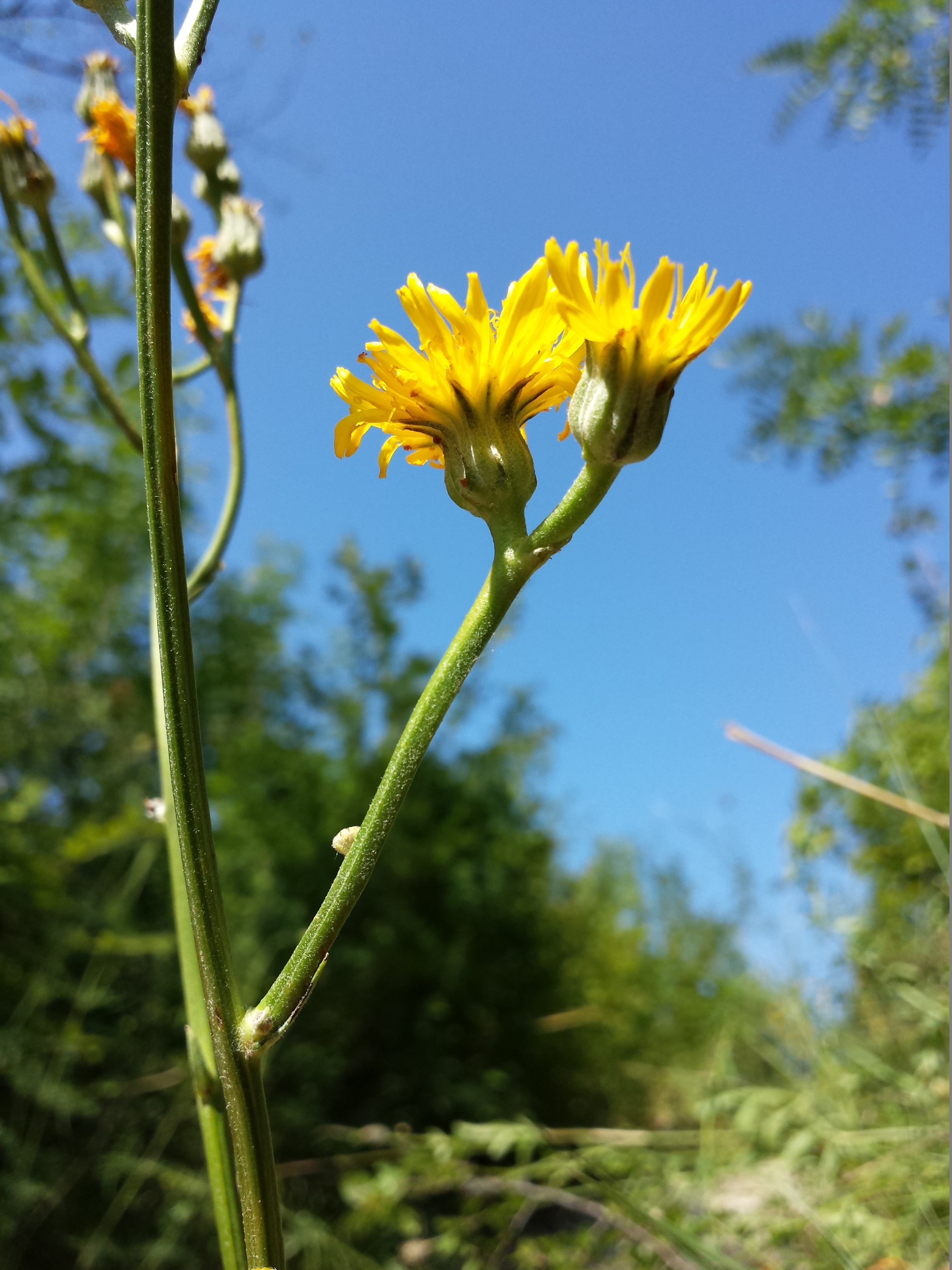
Der Stängel ist tief und unregelmäßig gefurcht, die Korbstiele sind etwas spinnwebig behaart.
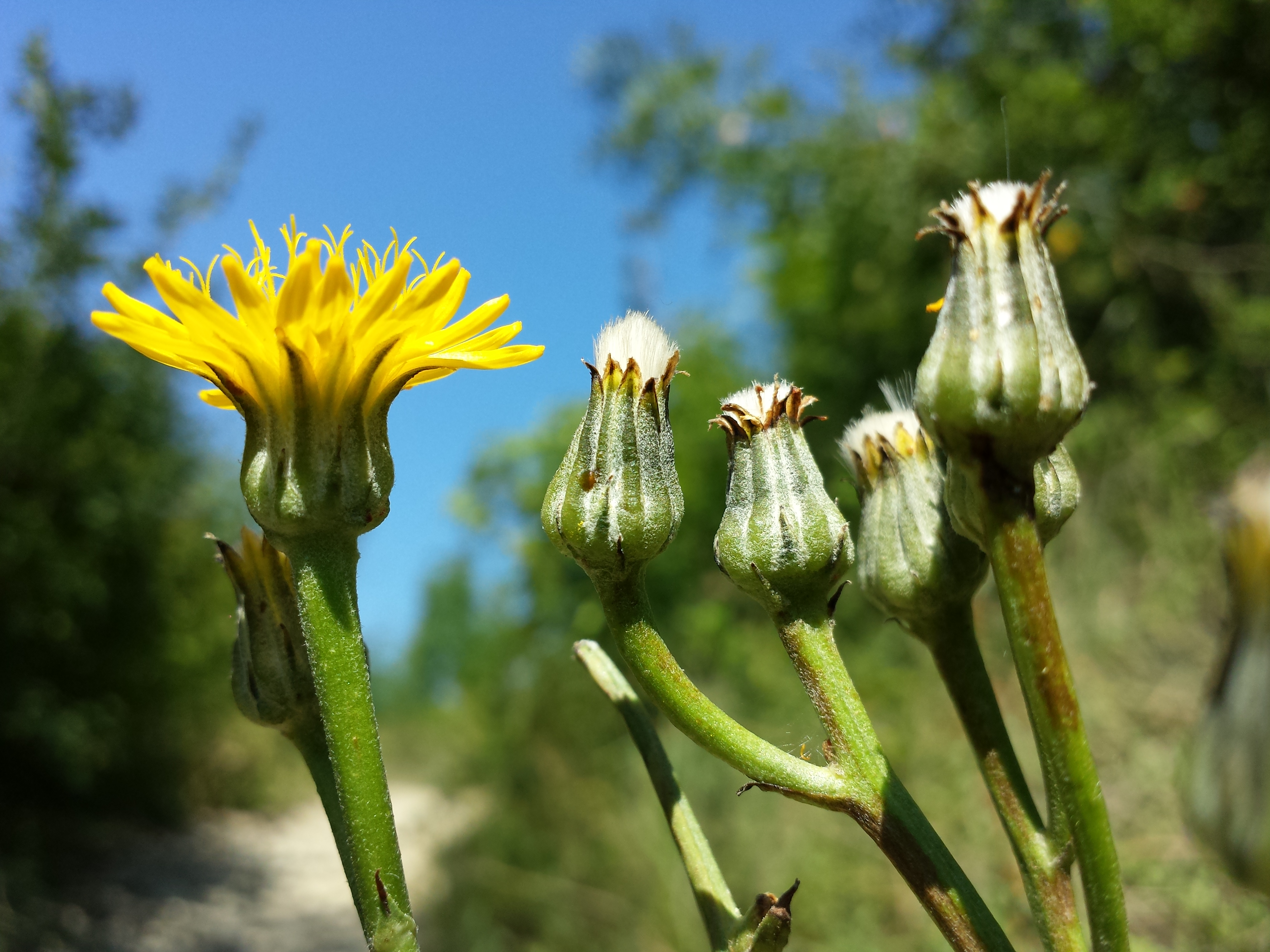
Die Korbhüllen sind dicht spinnwebig-filzig behaart.